# Mercari
Mercari, Inc. — японская компания электронной коммерции, основанная в феврале 2013 года. В настоящее время работает в Японии и Соединенных Штатах.

## История
Kouzoh, Inc. (в настоящее время Mercari, Inc.) был основан Синтаро Ямада, японским серийным предпринимателем в феврале 2013 года, а приложение Mercari было запущено для IOS и Android-устройств в июле этого же года. В течение года его выпуска, Mercari накопил более миллиона индивидуальных списков на своей платформе.
Mercari прошел через пять раундов финансирования с инвестициями, поступающими из таких учреждений, как UNITED, Inc., Development Bank of Japan Inc., World Innovation Lab (WiL), Global Brain Corporation, MITSUI&CO., LTD., и GLOBIS Capital Partners&Co. 75 миллионов долларов США, поднятые в раунде D, было отделено компанией с целью дальнейшего расширения в США и Великобритании.
В 2014 году компания открыла офис в Сан-Франциско в подготовке к запуску его приложения в Соединенных Штатах, который состоялся в сентябре этого же года. За шесть лет с момента его первоначального запуска в США приложение Mercari было загружено более 40 миллионов раз и заняло 3 место в рейтинге App Store. В настоящее время штаб состоит из около 100 сотрудников, расположенных между офисами Mercari Palo Alo Alto и Portland.
В июне 2017 года было объявлено, что Джон Лагерлинг присоединился к Mercari из команды управления Facebook и ему предложили пост главного делового директора. С тех пор он также был назван генеральным директором Mercari, Inc.
В январе 2016 года Mercari открыла свой первый европейский офис в Лондоне. В декабре 2018 года Mercari объявил, что он распустит европейский филиал на время.

## Продукция
Основным продуктом Mercari является приложение Mercari Marketplace, которое позволяет пользователям быстро покупать и продавать предметы при помощи своих смартфонов. В Японии приложение известно своей простотой использования и уникальной системой доставки, которая позволяет пользователям отправлять товары анонимно из местных магазинов. В Соединенных Штатах Mercari сотрудничает с USPS, UPS и FedEx.
Mercari разделяет свои офисы в Токио с его дочерней компанией Souzoh, Inc., которая управляет несколькими другими приложениями C2C в Японии.

## Награды
- «Best Chicking App», Google Play в 2013 году;
- «Best App», Google Play в 2014 и 2015 годах;
- «Best Local App», Google Play в 2016 году;
- «Forbes Japan’s Startup of the Year» в 2014, 2015 и 2016 годах;
- «Special Jury Award (Global Expansion)» Министерством экономики, торговли и промышленности Японии;
- «Emerging Leader Award»;
- «Best Commercial».